# Szymiszów
Szymiszów (niem. Schimischow, 1936-1945: Heuerstein O.S.)– wieś w Polsce położona w województwie opolskim, w powiecie strzeleckim, w gminie Strzelce Opolskie.
W latach 1945–54 Szymiszów był siedzibą gminy Szymiszów. W latach 1975–1998 miejscowość administracyjnie należała do ówczesnego województwa opolskiego.

## Nazwa
W alfabetycznym spisie miejscowości na terenie Śląska wydanym w 1830 roku we Wrocławiu przez Johanna Knie miejscowość występuje pod obecnie używaną polską nazwą Szymiszow oraz niemiecką Schimischow. Ze względu na polskie pochodzenie nazwy we wrześniu 1936 roku naziści zmienili nazwę miejscowości na nową, całkowicie niemiecką Heuerstein O.S..

## Historia

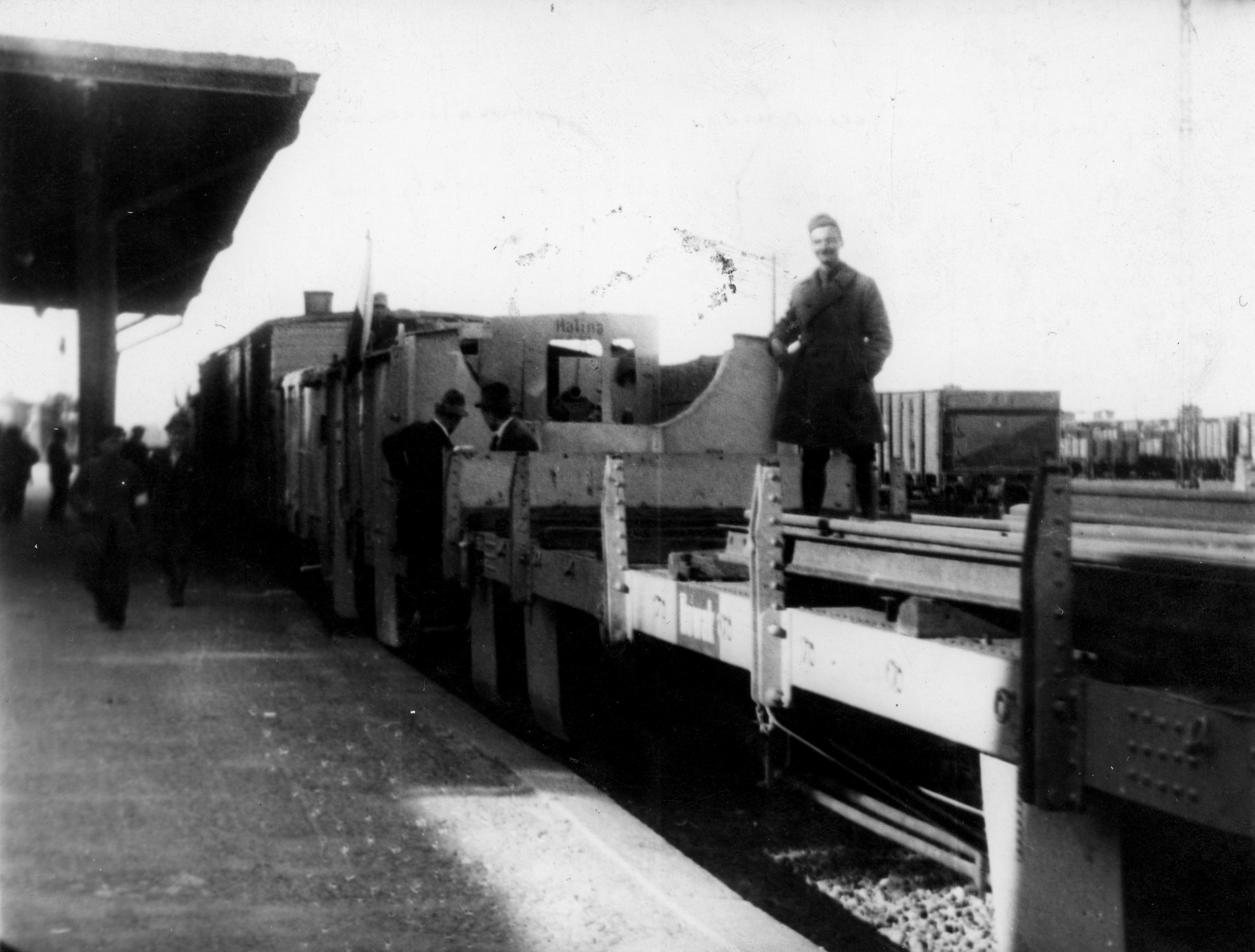
Powstańczy pociąg pancerny „Nowak”, który brał udział w walkach o dworzec kolejowy w Szymiszowie podczas III powstania śląskiego.

W 1910 r. w Szymiszowie mieszkało 1537 osób, 1280 mówiących językiem polskim, 28 językiem polskim i niemieckim, 227 niemieckim. 
W wyborach komunalnych z listopada 1919 r. nie wystawiono w Szymiszowie listy polskiej.
Podczas plebiscytu na Górnym Śląsku z 20 marca 1921 r. na 861 uprawnionych do głosowania za Polską opowiedziało się 445 osób, a za Niemcami – 398.
W III powstaniu śląskim 7 maja 1921 r. Szymiszów został zdobyty przez baon tarnogórski Romana Koźlika z Podgrupy „Bogdan”. Przejściowo w tej miejscowości mieściło się dowództwo tego baonu. 31 maja na ten teren wkroczył 3 baon Siebringhausa z bawarskiego Freikorps Oberland, który kierował się na Strzelce Opolskie. W odwecie za wymordowanie przez Selbstschutz Oberschlesien jeńców polskich pod Kalinowem, wycofujący się z Szymiszowa Polacy wysadzili w powietrze tamtejsze wapienniki. W zaciętych walkach o dworzec kolejowy brały udział 4 baony powstańcze (Jana Faski, Romana Koźlika, Seweryna Jędrysika i Wincentego Mięsoka), przy wsparciu pociągów pancernych „Mściciel II” i „Nowak”. Niemcy po dużych stratach wycofali się z Szymiszowa. 4 czerwca wieś została ostrzelana przez niemiecką artylerię. W czasie III powstania śląskiego zamordowany został przez SSOS Franciszek Waloszek. Po podziale Górnego Śląska z powodu niemieckiego terroru popowstaniowego wyemigrowało z Szymiszowa 29 mieszkańców.
Wg Ewalda Stefana Polloka, powstańcy śląscy ograbili miejscowy pałac, a następnie, w celu zatarcia śladów, podpalili go i wysadzili w powietrze. 
W Szymiszowie występują tuż pod powierzchnią gleby złoża wapieni środkowego triasu, które były bazą rozwoju przemysłu wapienniczego i cementowni już w XIX w. Zachował się do dziś jeden z kamieniołomów wapieni triasu. 

## Zabytki
Do wojewódzkiego rejestru zabytków wpisane są:
- kościół par. pw. śś. Szymona i Judy, pierwotnie luterański, z 1607 r., l. 1909-11
- mogiła powstańca śląskiego Franciszka Waloszka na cmentarzu rzym.-kat.
- zespół pałacowy, XVII-XX:
  - Pałac w Szymiszowie
  - spichlerz
  - park
  - Familok (nie ma w rejestrze)